# Чемпионат СССР по вольной борьбе 1948
4-й чемпионат СССР по вольной борьбе проходил в Москве с 20 по 30 мая 1948 года. Первенство оспаривали сильнейшие борцы Москвы, Ленинграда и 8 союзных республик.

## Медалисты
| Весовая категория | Золото                                       | Серебро                                    | Бронза                                |
| ----------------- | -------------------------------------------- | ------------------------------------------ | ------------------------------------- |
| Наилегчайший вес  | Арташес Карапетян «Динамо» (Баку)            | Леонид Дзеконский «Буревестник» (Тбилиси)  | Н. Куликов «Динамо» (Ленинград)       |
| Легчайший вес     | Йоханнес Лооару «Калев» (Таллин)             | Шалва Нозадзе «Спартак» (Тбилиси)          | Борис Меос «Спартак» (Таллин)         |
| Полулёгкий вес    | Арменак Ялтырян «Динамо» (Киев)              | Хорен Чибичьян «Строитель» (Москва)        | Андрей Челидзе «Динамо» (Москва)      |
| Лёгкий вес        | Леонид Егоров «Динамо» (Москва)              | Василий Илуридзе «Буревестник» (Тбилиси)   | Давид Махарадзе «Динамо» (Баку)       |
| Полусредний вес   | Георгий Термолаев «Спартак» (Ростов-на-Дону) | Валериан Трубчанинов «Спартак» (Львов)     | П. Коломийцев «Локомотив» (Москва)    |
| Средний вес       | Григорий Ткаченко «Динамо» (Ростов-на-Дону)  | Сергей Преображенский «Динамо» (Ленинград) | Давид Цимакуридзе «Спартак» (Тбилиси) |
| Полутяжёлый вес   | Варгашак Мачкалян «Динамо» (Тбилиси)         | Николай Белов «Динамо» (Москва)            | П. Марков «Локомотив» (Ташкент)       |
| Тяжёлый вес       | Арсен Мекокишвили «Динамо» (Москва)          | Йоханнес Коткас «Динамо» (Таллин)          | М. Сухорученко «Динамо» (Москва)      |